# Pendiente (indumentaria)

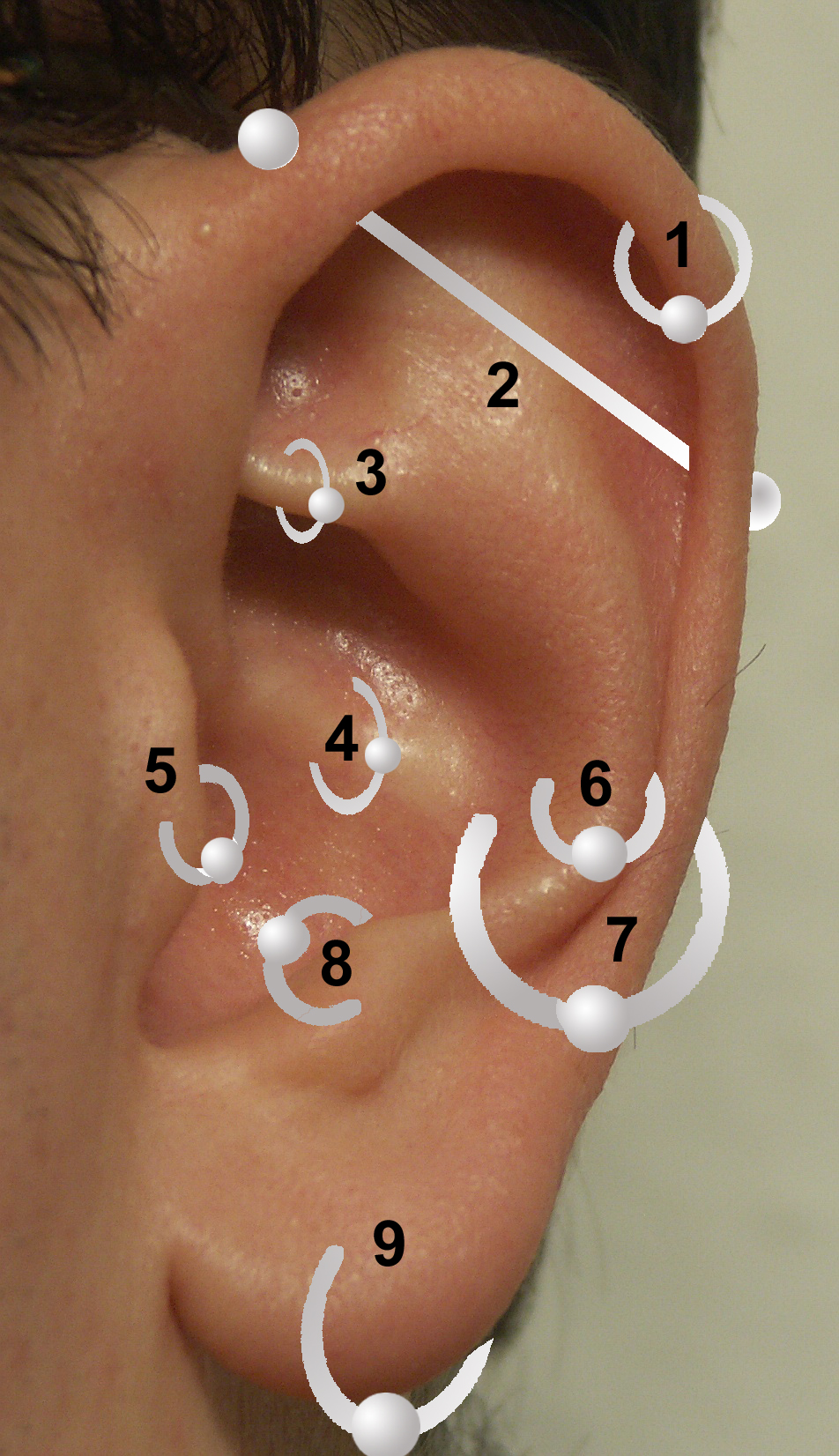
Distintos tipos de zarcillos: 1) Cartílago, 2) Industrial, 3) Torre, 4) Daith, 5) Tragus, 6) Cómodo, 7) Caracol, 8) Anti-Tragus, 9) Lóbulo

En indumentaria, el pendiente, arcillo, zarcillo, arete, arito, caravana o aro es un objeto que sirve para adornar el cuerpo y se suele situar en las orejas. Existen varios tipos de pendientes, de diferentes materiales y formas. En la parte exterior del pendiente se encuentra el elemento decorativo, y se conecta con la parte interior de la oreja mediante un pequeño aro, que es sujetado por una rosca (mariposa), normalmente. El uso de los pendientes es solamente ornamental y se utiliza no solo en las orejas, sino por todo el cuerpo.
Existe un documento gráfico, concretamente el cuadro de la batalla de Zúrich de 1799, situado en el palacio de Versalles, en el que se muestra la figura de un guerrero francés herido con un arete o zarcillo en el lóbulo de la oreja derecha.

## Etimología
Pendiente es una castellanización del término francés pendentif, que significa colgante, término empleado por los arqueólogos franceses al inicio del estudio de los objetos adorno-colgantes de piezas que encontraban en sus excavaciones a fines del siglo XIX y comienzos del XX.

## Historia y evolución

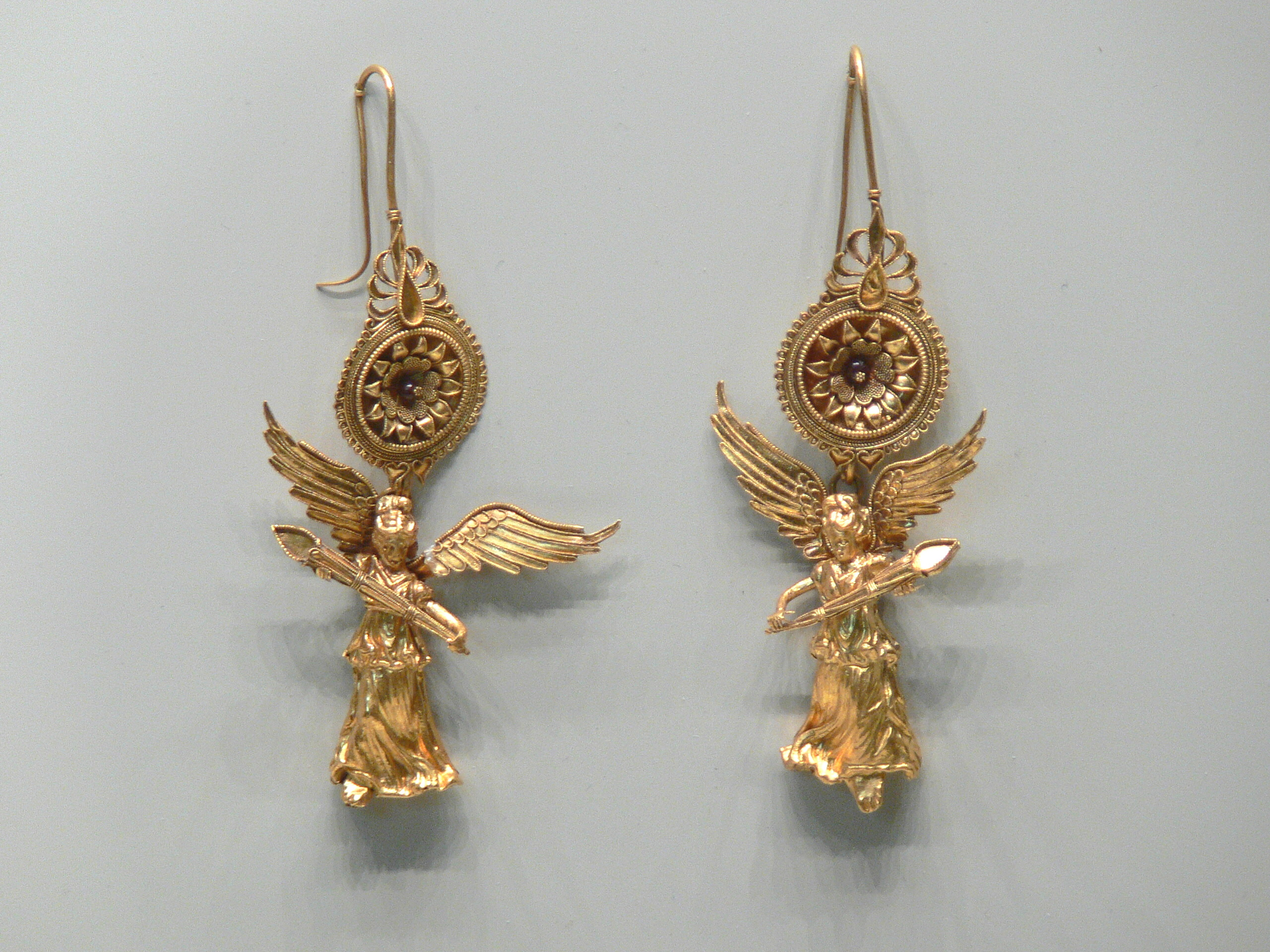
Pendientes egipcios (año 2011)

Con la forma de simple arete el pendiente se ha encontrado en sepulturas de la Edad de bronce y consta que se usaba entre algunos pueblos antiguos como adorno de la nariz, perforando el cartílago nasal. El arete con su colgante figuraba a menudo en los relieves de personajes asirios pero no se observa en los de Egipto donde parece que no estuvieron muy de moda los pendientes. No obstante, se han encontrado preciosos ejemplares en tumbas de princesas de las dinastías XII y XIII y de faraones de la XX entre otros. De egipcios y asirios copiaron la forma los fenicios, hebreos y otros pueblos orientales. La misma costumbre adoptaron los griegos y romanos, labrando pendientes de singular riqueza con aretes de oro y colgantes de perlas, gemas y pequeñas cabezas de metal siendo su uso propio de las mujeres, como en los demás países de Occidente. Sin embargo, solían llevar pendientes también los niños de Atenas y Roma aunque sólo en una oreja.	 
		 

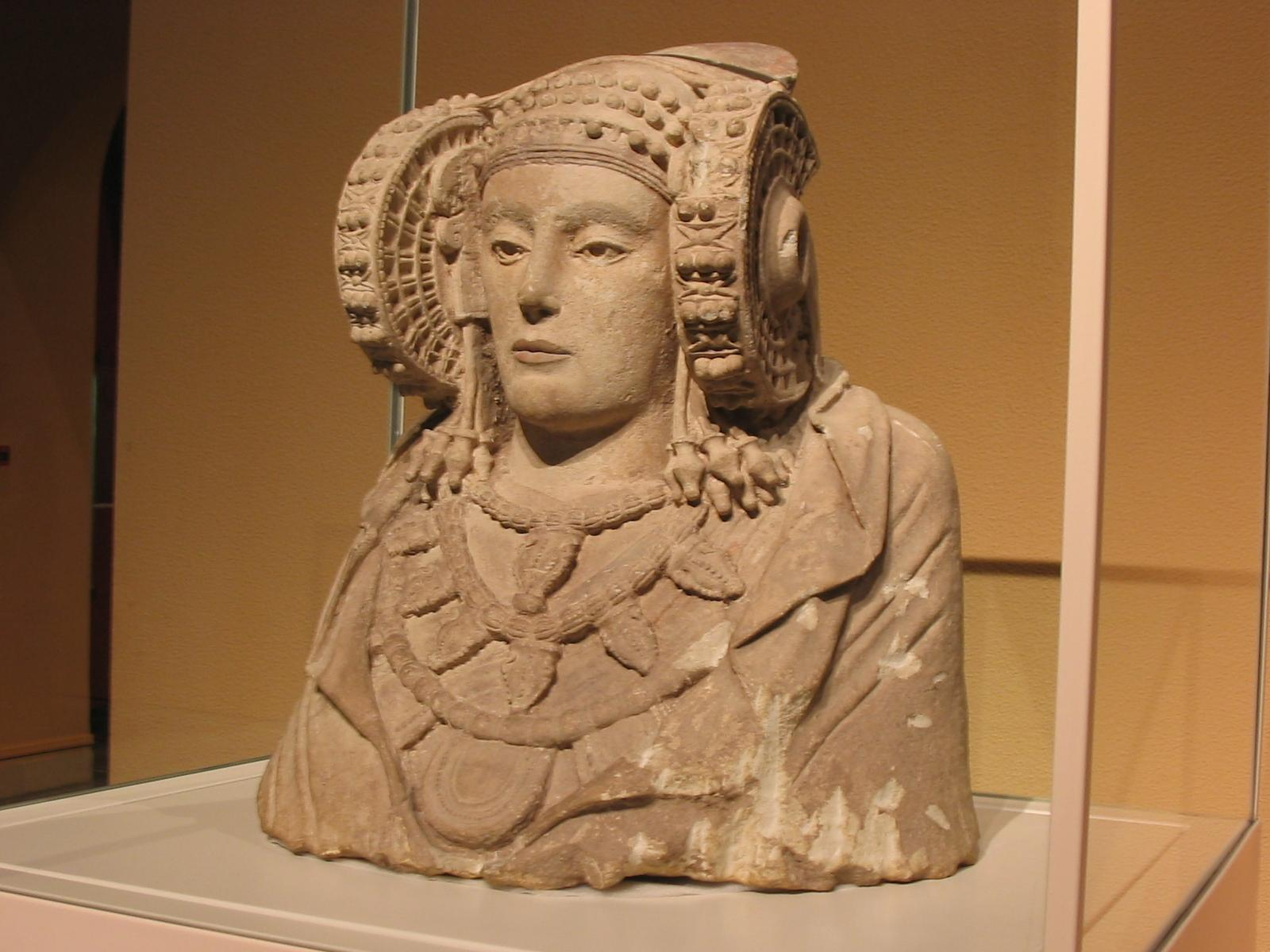
Dama de Elche

Con el nombre de arracadas se distinguen los pendientes completos, y más especialmente los de grandes dimensiones. Los llevaron de este tipo y de forma circular muchos pueblos antiguos como los egipcios, asirios, fenicios, etruscos, celtas e iberos. De estos últimos, son buena prueba algunas estatuas como la famosa de la Dama de Elche y quizás tuvieran el mismo destino muchas de las placas en forma de disco de bronce repujado halladas en sepulturas celtíberas. De labor fenicia con reminiscencias asirias son las magníficas arracadas de oro halladas en el Tesoro de Aliseda. Los árabes en España usaron también grandes pendientes con multitud de colgante a imitación de los cuales los llevaron las damas de varias regiones incluso en la Edad Moderna.	 
		 
Algunas culturas utilizan los pendientes como amuleto protector, para impedir que los malos espíritus se introduzcan en el cuerpo a través de los oídos.

## Actualidad
Actualmente, el uso de los pendientes no queda restringido solamente a las orejas.  Se extiende la costumbre de colocar pendientes por todo el cuerpo: en varios lugares de las orejas, en el ombligo, en las cejas, en la nariz, en la lengua, en el labio, entre otros. Esta técnica se denomina piercing.

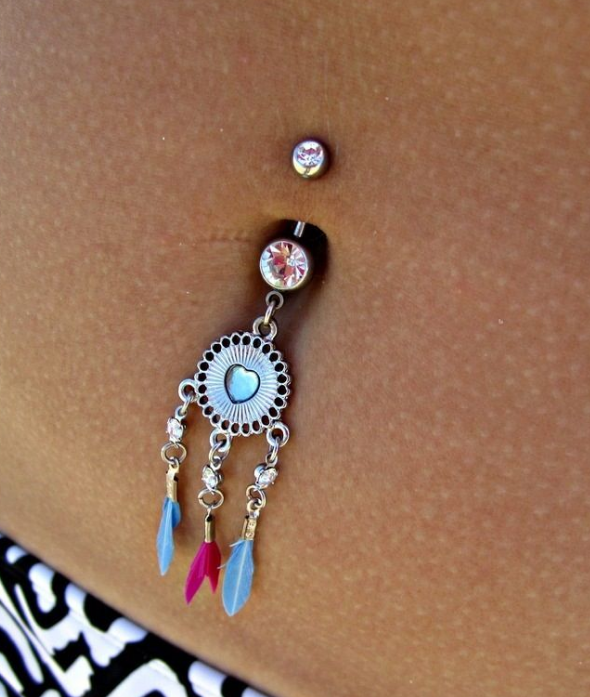
Un piercing en el ombligo con pendiente.

El perforar el tejido blando y colocar piercings en estas zonas muchas veces trae como consecuencia el estiramiento de la zona perforada, regresando a su estado original solo con una pequeña cirugía reconstructiva.